# Hurdal
Hurdal este o comună din provincia Akershus, Norvegia.